# دار سعد بن خيثمة
دار سعد بن خيثمة أحد دور المدينة المنورة، والمرتبطة بالسيرة النبوية، حيث كانت مقام النبي محمد لما أقام في قباء في طريق هجرته من مكة إلى المدينة. تُعد دار سعد بن خيثمة ومن الدور المأثورة الواقعة في جنوب مسجد قباء بالإضافة لدار كلثوم بن الهدم، وهاتين الدارين نزل فيهما الرسول محمد عند وصوله المدينة. وكان مقام النبي محمد لتعليم المسلمين في دار سعد بن خيشم.

## الأحاديث الوارد في شأنها
- حدثنا أبو غسان، عن ابن أبي يحيى، عن خالد بن رباح، عن سهل، عن ابن أبي أمامة، عن أبيه: أن النبي صلى الله عليه وسلم اضطجع في البيت الذي في دار سعد بن خيثمة بقباء.[2]
- عن ابن وقيش: أن النبي صلى الله عليه وسلم دخل بيت سعد بن خيثمة الذي بقباء وجلس فيه.
- روى ابن زبالة أنه قال: يزعمون أن النبي صلى الله عليه وسلم توضأ من المهراس الذي يلي دار سعد بن خيثمة بقباء.[3]